# Martin Marietta X-24
Le X-24 est un avion expérimental à corps portant développé par Martin Marietta dans le cadre d'un programme appelé « PILOT » mené par l'USAF et la NASA de 1963 à 1975. Il est développé et construit dans le but d'expérimenter les caractéristiques du concept de corps portant dans les phases de rentrée atmosphérique et l'aptitude d'un appareil doté d'une telle configuration à regagner un terrain par ses propres moyens et à se poser en toute sécurité. Les études menées dans le cadre de ce programme sont plus tard utilisées lors de la conception de la navette spatiale américaine.

## Historique du programme

### Conception

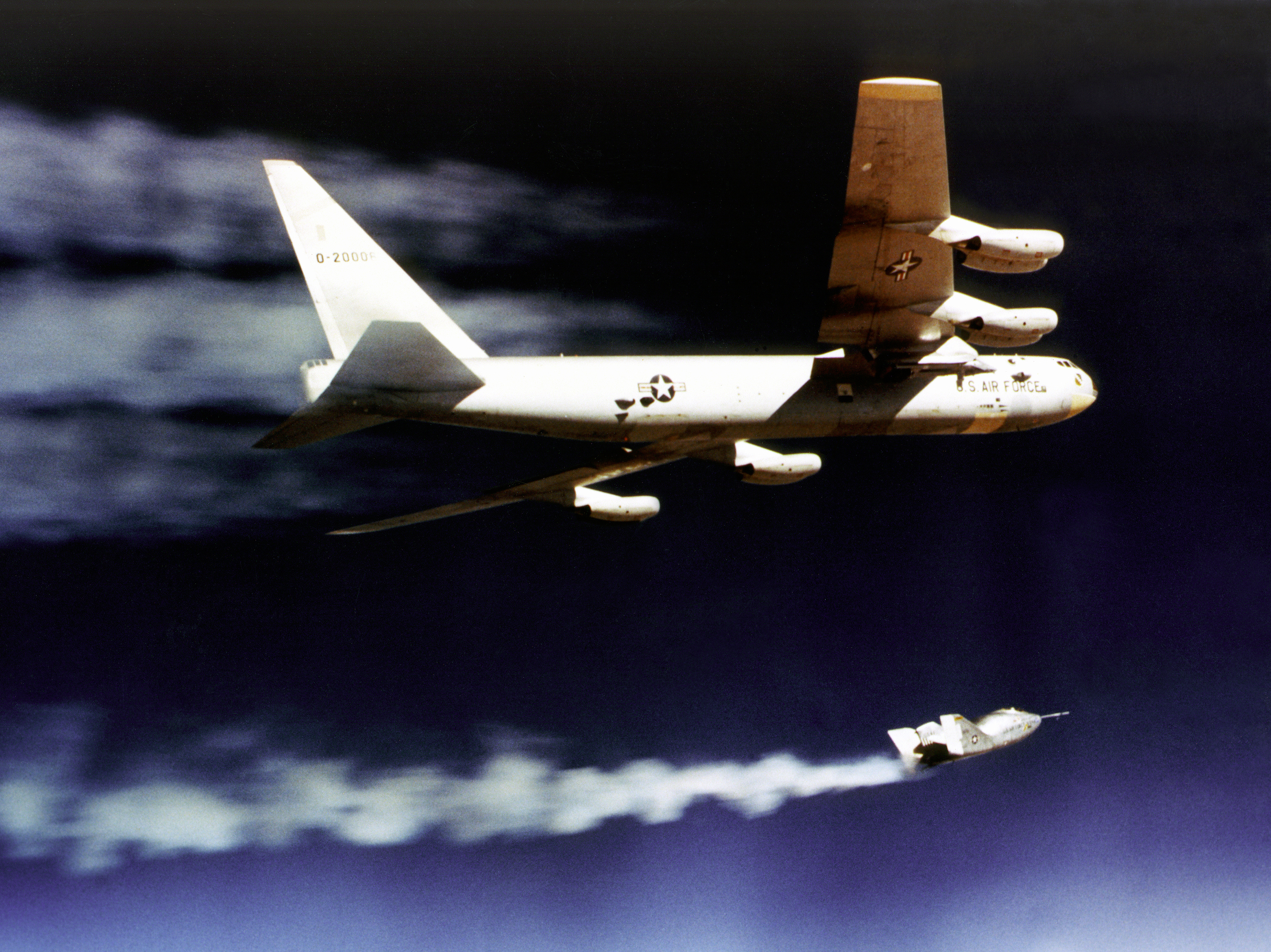
Le X-24A allumant son moteur fusée après son largage depuis son avion porteur, le Balls 8, lors d'un vol de recherche en 1970.

Le X-24 fait partie d'une série d'appareils expérimentaux mis en œuvre par le centre de recherche de la NASA de Dryden dans le cadre d'un programme conjoint avec l'USAF sur la base Edwards en Californie de 1963 à 1975. Ces appareils à corps portant sont utilisés afin d'étudier la possibilité pour un aéronef dépourvu de voilure conventionnelle, donc capable de supporter les efforts aérodynamiques et thermiques de la rentrée atmosphérique, de disposer d'une finesse pour regagner un terrain en vol plané et s'y poser en toute sécurité.
La configuration de l'appareil est dite à corps portant, l'appareil n'étant pas doté d'ailes, c'est la forme du fuselage qui permet de générer la portance nécessaire à sa sustentation. Des surfaces mobiles et une double dérive permettent le contrôle de l'appareil tandis qu'un moteur-fusée Reaction Motors XLR11-RM-13 développant 37,7 kN de poussée assure sa propulsion.
Le X-24, désigné Model SV-5P par son constructeur Martin Marietta, est le quatrième appareil à corps portant à prendre l'air depuis la base Edwards. Il succède aux NASA M2-F1, Northrop M2-F2 et Northrop HL-10 qui effectuent leurs premiers vols respectifs en 1964, 1966 et 1968 et précède le Northrop M2-F3 dont le vol inaugural se déroule en 1970.

### Essais en vol

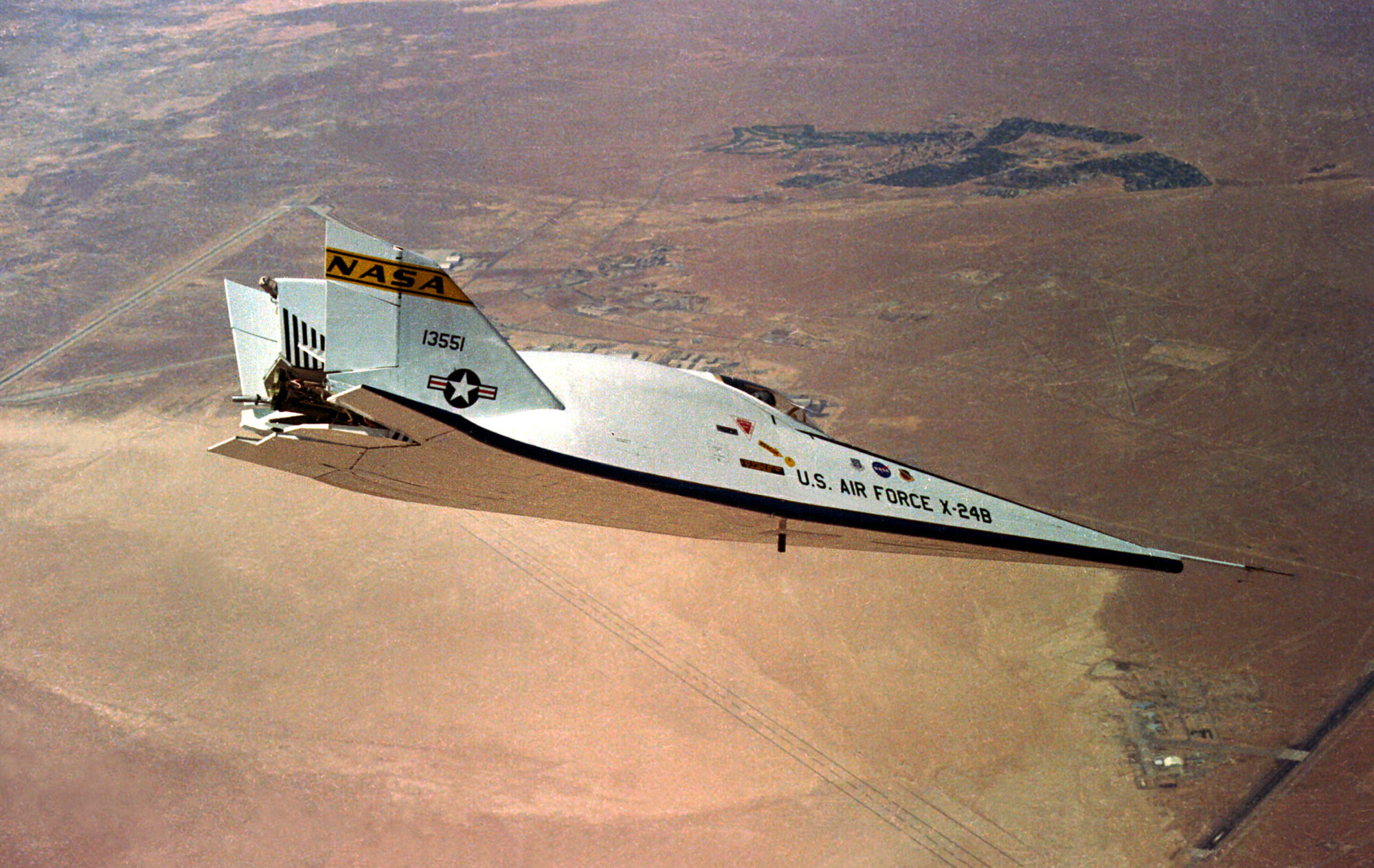
Le X-24B en phase d'approche sur la base Edwards.

Le X-24A effectue son premier vol non propulsé, visant à valider l'aérodynamique générale de l'appareil, le 17 avril 1969 avec le major Jeraud R. Jerry Gentry de l'USAF aux commandes. C'est aussi ce dernier qui pilote l'aéronef lors de son premier vol propulsé le 19 mars 1970. Le X-24A est emmené à l'altitude de 13 700 m par un B-52 modifié. Après le largage il allume son moteur fusée pour monter à très haute altitude avant de redescendre en vol plané vers la base Edwards. Le X-24A effectue 28 vols durant lesquels il atteint la vitesse de 1 667 km/h (Mach 1,6) et l'altitude de 21 800 m.
Après cette série de vols d'essai le X-24A repart chez Martin Marietta pour y être profondément modifié, son aérodynamique étant totalement revue afin d'améliorer la stabilité de l'appareil et d'augmenter sa finesse. La modification d'un appareil existant permet de réaliser des économies par rapport à la production d'un nouvel aéronef. Les courbes généreuses du X-24A sont remplacées par des formes qui lui vaudront le surnom de « Flying Flatiron » (ou fer à repasser volant). Le dos de l'appareil est arrondi tandis que son ventre est quasi plat. La forme en plan est celle d'un double delta avec un nez fortement en pointe. Cette nouvelle mouture, désignée X-24B est livrée au centre de recherche de la NASA de Dryden en 1972. Les formes du X-24A seront par la suite reprises sur le X-38 Crew Return Vehicle.
Le 1er août 1973, le X-24B effectue son vol inaugural non propulsé piloté par John Manke. Ce dernier est aussi aux commandes lors du premier vol propulsé le 15 novembre 1973. L'appareil entame ensuite une série de 36 vols d'essais qui prennent fin le 26 novembre 1975. Durant ces vols l'aéronef atteint la vitesse de 1 873 km/h et l'altitude de 22 590 m. Ces essais, tout comme ceux du Northrop HL-10 se déroulant eux aussi dans le cadre du programme PILOT, permettent de valider la formule de corps portant et de confirmer qu'un appareil de ce type est parfaitement capable d'effectuer une rentrée atmosphérique, de regagner son terrain par ses propres moyens et de s'y poser en toute sécurité, le tout sans avoir recours à un quelconque système propulsif. Le X-24B est le dernier appareil utilisé dans le cadre du programme PILOT, programme qui a permis au projet de navette spatiale américaine de voir le jour.

### Pilotes ayant participé aux essais en vol du X-24

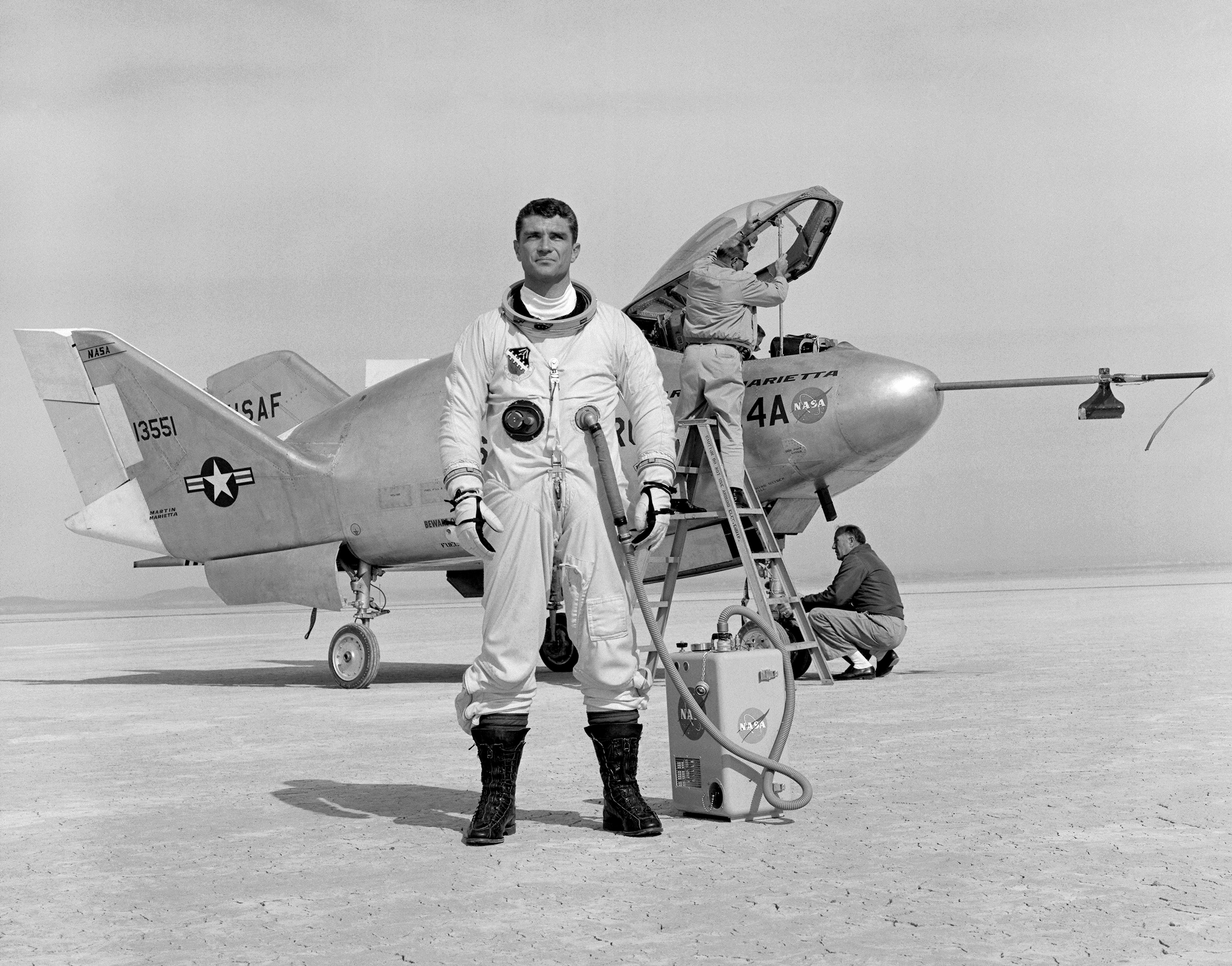
Le major Cecil W. Powell devant le X-24A.

#### Pilotes du X-24A
- Jerauld R. Gentry : 13 vols
- John A. Manke : 12 vols
- Cecil W. Powell : 3 vols

#### Pilotes du X-24B
- John A. Manke : 16 vols
- Michael V. Love : 12 vols
- William H. Dana : 2 vols
- Einar K. Enevoldson : 2 vols
- Thomas C. McMurtry : 2 vols
- Francis Scobee : 2 vols

## Variantes

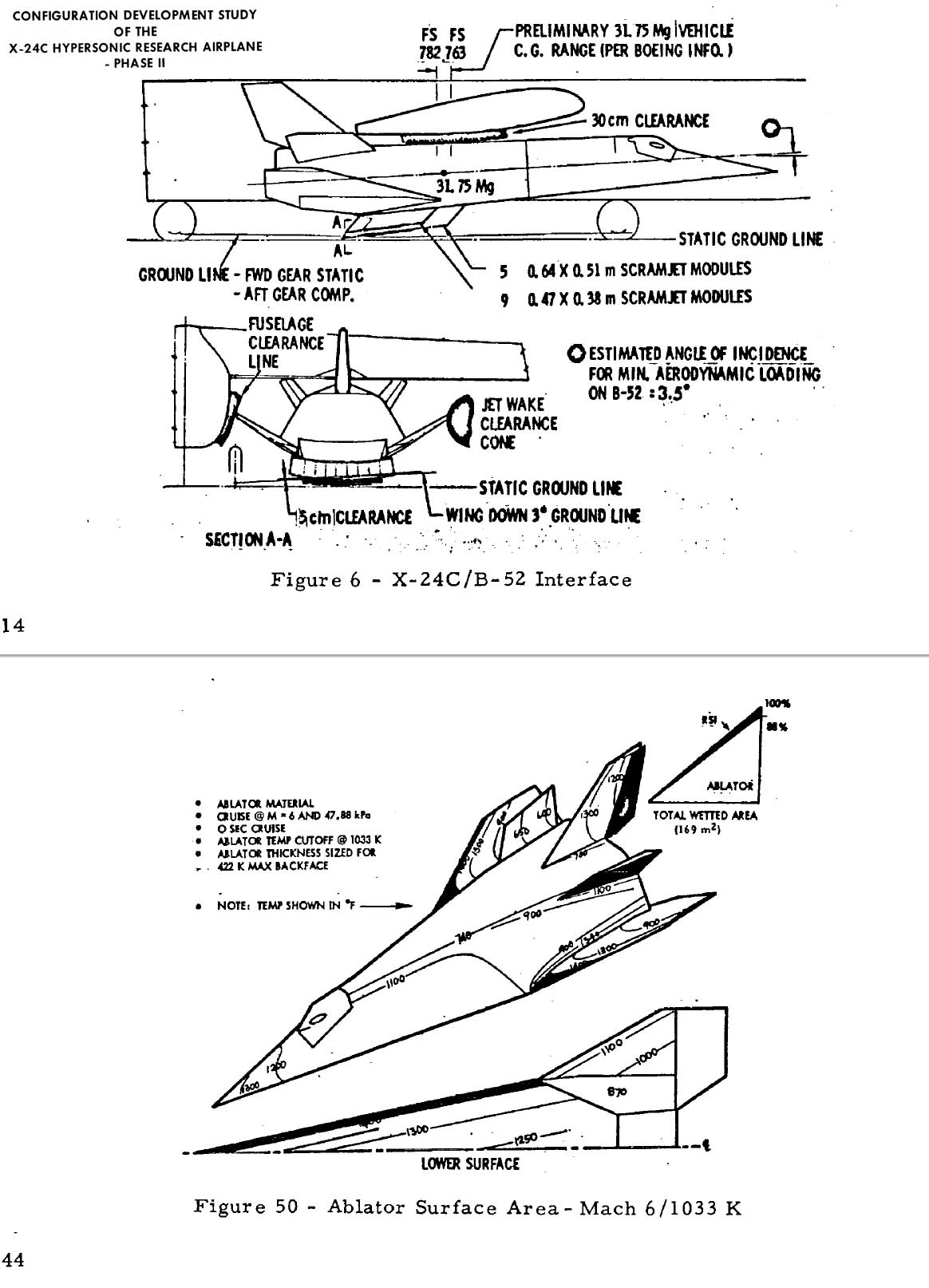
Dessins de l'aménagement et de l'aérodynamique du projet X-24C

### X-24A
Version de base de l'appareil.

### X-24B
Version du X-24A modifié par Martin Marietta. Son aérodynamique est totalement revue afin d'améliorer la stabilité de l'appareil et d'augmenter sa finesse.

### X-24C
Dénomination de plusieurs projets inaboutis de successeurs au X-24B. Le plus avancé est le Lockheed L-301 développé par le bureau d'étude Skunk Works et qui aurait dû être équipé d'un statoréacteur lui permettant d'atteindre la vitesse de Mach 8.

### SV-5J
Version dotée d'un turboréacteur développée sur fonds propres par Martin Marietta à la suite d'une suggestion de Chuck Yeager pour fournir un appareil d'entraînement à corps portant aux pilotes d'essai et aux futurs pilotes d'avions spatiaux.
Le SV-5J se présente donc comme une version remotorisée de l'avion fusée X-24A. Cette nouvelle variante a les mêmes dimensions que son prédécesseur et voit le moteur-fusée Reaction Motors XLR11-RM-13 remplacé par un Pratt & Whitney J60-PW-1. Martin Marietta construit aussi une maquette taille réelle de l'appareil.

## Postérité
Le SV-5J a été transformé en X-24A en vue d'être exposé au côté du X-24B du National Museum of the United States Air Force près de Dayton dans l'Ohio.
La maquette taille réelle du SV-5J a quant à elle terminé sa carrière à Hollywood apparaissant dans plusieurs films en tant que vaisseau spatial de fiction.

## Caractéristiques
|                       | X-24A                                                                   | X-24B      |
| Images                |                                                                         |            |
| Plan 3 vues           |                                                                         |            |
|                       | Motorisation                                                            |            |
|                       | Moteur-fusée Reaction Motors XLR11-RM-13 développant 37,7 kN de poussée |            |
|                       | Dimensions                                                              |            |
| Envergure             | 3,51 m                                                                  | 5,79 m     |
| Longueur              | 7,47 m                                                                  | 11,43 m    |
| Hauteur               | 2,92 m                                                                  | 2,92 m     |
| Surface alaire        | 18,1 m2                                                                 | 30,7 m2    |
|                       | Masses                                                                  |            |
| Masse à Vide          | 2 885 kg                                                                | 3 855 kg   |
| Masse en charge       | 4 835 kg                                                                | 5 350 kg   |
| Masse maximale        | 5 192 kg                                                                | 6 260 kg   |
|                       | Performances                                                            |            |
| Vitesse maximale      | 1 667 km/h                                                              | 1 873 km/h |
| Plafond               | 21 763 m                                                                | 22 590 m   |
| Rayon d'action        | 72 km                                                                   | 72 km      |
| Charge alaire         | 288 kg/m2                                                               | 205 kg/m2  |
| Rapport poussée/poids | 0,7                                                                     | 0,71       |

### Appareils similaires
- Northrop HL-10
- Northrop M2-F2